# Carl W. Noack
Carl Wulff Noack (21. november 1885 i Ribe – 24. september 1960 i Oslo) var en dansk teolog og biskop i Haderslev Stift i perioden 1936-1955. 
Student fra Ribe Katedralskole i 1903.
Han blev Ridder af Dannebrogordenen 1930, Dannebrogsmand 1939, Kommandør af 2. grad 1949 og af 1. grad 1955.
Han var far til teolog og rektor Bent Noack.